# Tour della nazionale maschile di rugby a 15 del Canada 2005
Dopo i mondiali di rugby del 2003 (eliminata alla prima fase), la nazionale canadese di rugby union si reca in tour varie volte.
Nell'autunno 2004, doppio test per il Canada:  senza storia il match con i francesi e sconfitta di misura con la Romania.
| Tolosa 12 novembre 2005 | Francia | 50 – 6 | Canada |  |

| Bucarest 19 novembre 2005 | Romania | 22 – 20 | Canada |  |